# 無斑圓鰺
無斑圓鰺，又稱紅扁鰺，俗名為紅瓜魚、巴攏，為輻鰭魚綱鱸形目鱸亞目鰺科的其中一個種。

## 分布
本魚分布於印度西太平洋，包括東非、印尼、菲律賓、日本、台灣、中國沿海等海域。

## 深度
水深10至300公尺。

## 特徵
本魚第二背鰭及臀鰭後方各有1枚紅色離鰭。側線直走部全被稜鱗覆蓋。胸鰭、第二背鰭、尾鰭深紅色，其餘各鰭透明或白色。眼徑幾乎等於吻裂的長度，且明顯大於眶前區。胸鰭甚長，向後可達第二背鰭起點略後。第一背鰭有硬棘7至8枚，第二背鰭有硬棘1枚、軟條27至30枚；臀鰭有硬棘1枚、軟條20至24枚；側線上稜鱗數目在32至35枚左右。體長可達40公分。

## 生態
本魚喜歡高水溫、高鹽分的海水，一般很少出現在沿海，以浮游生物為食。

## 經濟利用
食用魚，煮湯相當美味。